# عبدالسلام الشریف
عبدالسلام الشریف (انگلیسی: Abdusalam Al-Sherif؛ زادهٔ ۱۸ آوریل ۱۹۸۹) یک ورزشکار اهل عربستان سعودی است.
از باشگاه‌هایی که در آن بازی کرده‌است می‌توان به باشگاه فوتبال الرائد عربستان سعودی اشاره کرد.